# Étienne Nouvion
Pour les articles homonymes, voir Nouvion (homonymie).
Œuvres principales
Les pieds terreux (1906), Mademoiselle d'Hannonville (1885), Et le drapeau !... et le régiment ?...  (1899)
Étienne Nouvion,  connu sous le pseudonyme de Étienne Rocheverre (16 décembre 1846-30 octobre 1905) est un magistrat et écrivain français.

## Biographie
Étienne Nouvion fit toute sa carrière dans la magistrature : juge de paix à Constantine (Algérie), puis substitut à Oran et Castres, procureur à Muret et Verdun, président à Alais, conseiller à Nîmes, juge de paix à Paris (1902), et enfin juge d'instruction au Parquet de la Seine. 
A ses heures perdues, Etienne Nouvion était écrivain. Ses romans Mademoiselle d'Hannonville et les Pieds terreux retinrent l'attention de la critique parisienne et lui valurent un certain succès. Le critique au Figaro Philippe-Emmanuel Glaser, parla des Pieds terreux comme étant un livre « plein des plus belles et des plus nobles qualités ». Les pieds terreux sont ces énergiques paysans du Centre, de l’Auvergne et du Limousin, qui en 1870 donnèrent joyeusement, pieusement leur vie et leur liberté pour la défense du sol natal. De manière plus anecdotique, il servit de modèle pour le juge Nouvion dans le drame en 3 actes Arsène Réaux écrit en 1893 par son ami Édouard Romberg, directeur au ministère de l'intérieur.
Étienne Nouvion s'engagea dans les zouaves de la Garde impériale en 1870. Les journaux relatent l'héroïsme de ce soldat sans grade qui, sous un feu meurtrier, entraîna ses camarades à l'assaut des lignes allemandes sous les murs de Paris en déclamant des vers de Victor Hugo. Dans une dédicace d'un de ses livres Et le drapeau !... et le régiment ?, son ami Joséphin Peladan le qualifie de « Seigneur Nouvion, psychologue esthète et Patriote ». 
Il partageait sa passion pour la peinture avec son parent le baron Arthur Chassériau qui fut son exécuteur testamentaire. Ce dernier, à la mort d’Étienne Nouvion, remit en son nom au Musée Labenche de Brive-la-Gaillarde, plusieurs peintures dont une de Théodore Chassériau. 
Issu d'une vieille famille du Périgord, il avait pour frère le préfet d'Oran Jean-Baptiste Nouvion qui favorisa l'effort de colonisation en Algérie.
Il est mort à l'âge de 58 ans.

## Œuvres
- Étienne Rocheverre, pseud. de Nouvion, Mademoiselle d'Hannonville, Paris, Calmann Lévy éditeur, 1885 (OCLC 458089810)
- Étienne Rocheverre, pseud. de Nouvion, Et le drapeau !... et le régiment ?... nouvelle militaire, Nîmes, A. Chastanier éditeur, 1899 (OCLC 458089802)
- Étienne Rocheverre, pseud. de Nouvion, Le Chevalier de Riazan, Paris, A. Chastanier éditeur, 1899
- Étienne Rocheverre, pseud. de Nouvion, Les pieds terreux, Paris, Plon-Nourrit et Cie, 1906 (OCLC 78379441)Ouvrage couronné par l'Académie française et couronné au concours de la 'Presse'
- Étienne Rocheverre, pseud. de Nouvion, L'armée turque, Revue des Français, Paris, 1908
- Étienne Rocheverre, pseud. de Nouvion, L'Angleterre et l'ile des pingouins, Revue des Français, Volume 4, Paris, 1909

## Sources
- Mercure de France, Volume 61, 1906
- Le Monde artiste [puis illustré], Théâtre, musique, beaux-arts, littérature, 1899
- Le Figaro, critique littéraire, Philippe-Emmanuel Glaser, 24 mars 1906